# Liste de bandes dessinées de science-fiction par ordre alphabétique
Ceci est une liste de bandes dessinées de science-fiction, incluant mangas et comics.
T est l'abréviation de « tomes ». Une date suivie d'un tiret indique un cycle dont la date de fin est non déterminée (en cours ou bien non connu au moment de la rédaction).
- Haut – A
- B
- C
- D
- E
- F
- G
- H
- I
- J
- K
- L
- M
- N
- O
- P
- Q
- R
- S
- T
- U
- V
- W
- X
- Y
- Z

## A
- ABC Warriors, Pat Mills, Tony Skinner, Kev Walker, Jason Brashill, Clint Langley, éd. Fleetway (Zenda/Arboris en France)
- Akira, Katsuhiro Otomo, éd. Kōdansha (Glénat en France), 1984-
- Aldébaran, 5T, Leo, éd. Dargaud, Les Mondes d'Aldébaran, cycle 1
- L'Ancêtre programmé, 5T,  éd. les Humanoïdes Associés, Transgénèse, cycle 1
- Antarès, 2T, Leo, éd. Dargaud, Les Mondes d'Aldébaran, cycle 3
- Alvin Norge, 5T, Chris Lamquet, éd. Le Lombard collection « Troisième vague », 2000-2005
- Appleseed, 5T, Masamune Shirow, éd. Sinshinsha (Glénat en France), 1989-1993

- Après l'Incal, 3T, Alejandro Jodorowsky, Moebius et Ladrönn, éd. les Humanoïdes Associés
- Aquablue, Thierry Cailleteau, Olivier Vatine et Ciro Tota, éd. Delcourt, 1989-
- Arca ou la nouvelle Éden, 1T, Van Jensen (scénariste) et Jesse Lonergan (dessinateur), éd. 404 Comics, 2024[1],[2]
- Les Arcanes du Midi-Minuit, 5T, Jean-Charles Gaudin, éd.Éditions Soleil, 2002-
- Arzach, Moebius, éd. les Humanoïdes Associés
- L'Autre Monde, 2T, Rodolphe, Florence Magnin, éd. Dargaud, 1991-1992
- Avant l'Incal, 6T, Alejandro Jodorowsky et Zoran Janjetov, éd. les Humanoïdes Associés

## B
- La Ballade de Halo Jones, Alan Moore et Ian Gibson, éd. Fleetway (Zenda en France), 1980-
- Le Bataillon des lâches, Richard Marazano, éd. Carabas, 2000
- Batman, éd. DC Comics
- Bételgeuse, 5T, Leo, éd. Dargaud, Les Mondes d'Aldébaran, cycle 2
- BLAME !, 10T, Tsutomu Nihei, éd. Kōdansha Ltd, Tokyo (Glénat France), 2000-2003
- Blue Space, 2T, Chris Lamquet et Richard Marazano, éd. E.P.A. puis Glénat, 2006-2009
- Bolchoi Arena, éd. Delcourt
- Buck Rogers

## C
- Carmen Mc Callum, Fred Duval et Gess, éd. Delcourt
- La caste des méta-barons, Alejandro Jodorowsky et Juan Gimenez, éd. les Humanoïdes Associés
- Chobits, CLAMP, éd. Pika Édition
- Chroniques de la terre fixe — Le monde d'Arkadi, Caza, éd. Delcourt, 1999-
- Clarke et Kubrick, 3T, Alfonso Font, éd. Glénat, 1985-2004
- Cœurs sanglants, Pierre Christin et Enki Bilal, éd. Dargaud, 1988
- La Compagnie des glaces, Jotim, d'après les romans de G-J Arnaud, éd. Dargaud, 2003-
- Cristal, 6T, Raymond Maric (scénariste) et Raffaele Carlo Marcello (dessinateur), éd. Dupuis puis Regards, 1981-2014
- Cryozone, 2T, Thierry Cailleteau et Denis Bajram, éd. Delcourt, 1996-1998
- Cuentos de un futuro imperfecto, 1T, Alfonso Font, éd. Toutain Editor (es) et Norma Editorial, 1980-1981
- Le Cycle de Cyann, François Bourgeon et Claude Lacroix, éd. Casterman

## D
- Dan Dare , Frank Hampson (et d'autres.. Frank Bellamy, Keith Watson), magazine Eagle éd. Hulton Press (Royaume-Uni), puis Fleetway (Frank Hampson, Frank Bellamy, Keith Watson...), 1950-1969
- Dani Futuro, éd. Le Lombard, 1973-1983
- Dans l'ombre du soleil, 3T, Colin Wilson, éd. Glénat, 1984-1989
- Daredevil, éd. Marvel Comics
- DEEP, 3T, éd. Soleil, 2012-2014
- Demain les dauphins, Miguelanxo Prado, 1988
- Le Dernier Troyen, éd. Soleil
- Dragon Ball, éd Shueisha
- Druuna,  éd. Bagheera

## E
- Entre-Monde, Yanouch, éd. Y.I.L., 2010
- Les Entremondes, Patrice Larcenet, Manu Larcenet, éd. Dargaud, 2000-
- Les Etres de Lumière, Jean Pleyers, prépublication Metal Hurlant, éd. Les Humanoïdes associés, 1982 (L'Exode) - 1984 (Le Péril Extrazorien)
- Exterminateur 17, Jean-Pierre Dionnet et Enki Bilal, éd. les Humanoïdes Associés, 1979
- EPIC, éd. Aredit, 1980–1985

## F
- Fides,  éd. les Humanoïdes Associés, Transgénèse, cycle 2
- Final Incal, 3T, Alejandro Jodorowsky et Ladrönn, éd. les Humanoïdes Associés
- Flash, éd. DC Comics
- Flash Gordon, éd. Serg, Slatkine, Soleil
- Le Fléau des dieux, éd. Soleil
- Futuropolis, René Pellos

## G
- Le Garage hermétique, Moebius, éd. les Humanoïdes Associés, 1979
- Les Gardiens du Maser, Massimiliano Frezzato
- Ghost in the Shell, Masamune Shirow, éd. Kōdansha (Glénat en France), 1991-
- Green Lantern, éd. DC Comics
- Grendel — l'enfant guerrier, Matt Wagner, patrick McEown, Bernie Mircault, Katheryn Delaney, éd. Dark Horse, 1993-
- La Guerre éternelle, Joe Haldeman et Marvano, éd. Dupuis
- Gigantik, Victor Mora, José-Maria Cardona. 1979

## H
- H.A.N.D., de Pierre Pelot et Emmanuel Vegliona, éd. Dupuis
- HK, de Kevin Hérault, éd. Glénat
- L'Homme est-il bon ?, Moebius, éd. les Humanoïdes Associés, 1984

## I
- L'Incal, 6T, Alejandro Jodorowsky et Moebius, éd. les Humanoïdes Associés, 1981-1988
- L'Impondérable, Alain Maindron, éd. Albin Michel, 2001-

## J
- Je suis légion, Fabien Nury et John Cassaday, éd. Les Humanoïdes Associés, 2004.
- Jeremiah, 40 T, Hermann, éd. Dupuis, 1979-
- Judge Dredd, créé par John Wagner et Carlos Ezquerra
- Juan Solo, scénario Alexandro Jodorowsky et dessin Bess Georges, éd. Les Humanoïdes Associés, 1955-1999, 4T.

## K
- Kenya, 4T, Rodolphe et Leo, éd. Dargaud
- Kookaburra, 9T, créée par Crisse, éd. Soleil Productions

## L
- Libre à jamais, Joe Haldeman (scénariste) et Marvano (dessinateur), éd. Dargaud
- La Ligue des gentlemen extraordinaires (The League of Extraordinary Gentlemen), Alan Moore et Kevin O'Neill
- Loïq, Janssens et Aloïs (scénaristes) et Alain Sauvage (dessinateur), Spirou, 1979-1983
- Lone Sloane, Philippe Druillet, éd. Dargaud/Albin Michel
- The Long Tomorrow, Dan O'Bannon et Mœbius, 1975-1976
- Louvenn, Christian Lamquet, éd. Averbode/Dupuis, 1978-1982
- Luc Orient, Eddy Paape - Greg, éd. Le Lombard, 1969-1994

## M
- Megalex, Fred Beltran et Alejandro Jodorowsky, éd. les Humanoïdes Associés, 1999
- Mémoires d'outre-espace, Enki Bilal, éd. les Humanoïdes Associés, 1983
- Les Mémoires mortes, Denis Bajram, Lionel Chouin, éd. les Humanoïdes Associés, 2000-
- Le Monde d'Edena, 5T, Moebius, éd. Casterman, 1990-2001
- Le Monde du Garage hermétique, 5T, Moebius, Lofficier, Shanower, Jerry Bingham, éd. les Humanoïdes Associés, 1990-1992

## N
- Les Naufragés du temps, 10T, Paul Gillon et Jean-Claude Forest, éd. les Humanoïdes Associés
- Nausicaä de la vallée du vent (Hayao Miyazaki)
- Neuf, 1T, Philippe Pelaez (scénariste) et Guénaël Grabowski (dessinateur), éd. Dargaud, 2024[3],[4]
- Le Neuvième Jour du Diable, Didier Convard, éd. Lombard, 1986
- La trilogie Nikopol, 3T (La Foire aux immortels, La Femme piège, Froid Équateur), Enki Bilal, éd. les Humanoïdes Associés, 1980-1992

## O
- Ogre, Richard Corben, éd. les Humanoïdes Associés, 1984
- Olympus Mons, Christophe Bec et Stefano Raffaele, éd. Soleil, 2017-
- Orbital, Sylvain Runberg et Serge Pellé, éd. Dupuis, 2006
- Outland (adaptation officielle du film de Peter Hyams), Jim Steranko, éd. les Humanoïdes Associés, 1981

## P
- Les Petits Hommes, Pierre Seron et Mittéï, éd. Dupuis
- Photonik
- Planetes, 4T, Makoto Yukimura, éd. Génération Comics
- Le prisonnier des étoiles, 2T, Alfonso Font, éd. Glénat et Les Humanoïdes Associés, 1985-1987
- Prophet, de Mathieu Lauffray, 3 tomes, éd. Les Humanoïdes Associés

## Q
- Quasar, 2T, Chris Lamquet, éd. Dupuis et Hélyode
- Les Quatre Fantastiques (Fantastic Four), éd. Marvel Comics

## R
- Les Robinsons de la Terre, 4T, Roger Lécureux (scénariste) et Alfonso Font (dessinateur), éd. Vaillant & éd. du Topinambour, 1979-2008
- Rogers, Buck
- Robur

## S
- Scarth de Adams et Roca, The Sun, à partir de 1964[5]
- Le Scrameustache de Gos avec la participation de Walt pour les Tomes 17 à 30
- Sentient, 1T, de Jeff Lemire (scénario) et Gabriel Walta (dessin), éd Panini Comics, 2019 (2020 pour la version française).
- Sha, 3T, Pat Mills et Olivier Ledroit, éd Soleil, 1996-1998
- Shangri-La, éd. Ankama Éditions, collection Label 619, 2016
- Le silence de la terre,  éd. les Humanoïdes Associés, Transgénèse, cycle 3
- Sillage, Morvan et Buchet, éd. Delcourt
- Simon du Fleuve, Auclair
- Sky-Doll de Alessandro Barbucci et Barbara Canepa
- SOS bonheur, Griffo et Jean van Hamme, éd. Lombard
- Spirou et Fantasio (certains albums)
- Station 16, Hermann et Yves H., éd. Le Lombard, coll. Signé
- Le Surfer d'Argent, éd. Marvel Comics

## T
- Tärhn, prince des étoiles, Bernard Dufossé, éd. Glénat
- Les Technopères, Alejandro Jodorowsky, Zoran Janjetov et Fred Beltran, éd. Les Humanoïdes Associés
- Ter, 2 T, Rodolphe, Christophe Dubois et Stevan Roudaut, éd. Daniel Maghen, 2017-
- La Tétralogie du Monstre, 4T (Le Sommeil du monstre, 32 décembre, Rendez-vous à Paris, Quatre ?), Enki Bilal, éd. les Humanoïdes Associés, 2003-2007
- Les Tortues Ninja (Teenage Mutant Ninja Turtles), Kevin Eastman et Peter Laird
- Travis, Fred Duval et Christophe Quet, éd. Delcourt
- Le Tribut, 2T, Jean-Marc Rochette (dessinateur) et Benjamin Legrand (scénariste), éd. Casterman puis Cornélius, 1995-2016[6]
- Le Troisième Argument, Milorad Pavić, Zoran Stefanović et Zoran Tucić , éd. YIL editions
- Tropiques des étoiles, 4T, Chris Lamquet, éd. Hélyode, 1991-1996

## U
- Universal war one (UW1), 6T, Denis Bajram, éd. Soleil, 1998-2006
- Universal war two (UW2), Denis Bajram, éd. Casterman, 2013-

## V
- V pour Vendetta, Alan Moore et David Lloyd.
- Le Vagabond des Limbes, Christian Godard et Julio Ribera, éd. Dargaud.
- Valérian et Laureline (Valérian agent spatio-temporel), Jean-Claude Mézières, Pierre Christin et Évelyne Tranlé, Pilote 1967-1985, Super Pocket Pilote 1969-1970, éd. Dargaud, 1970-
- Venezzia, Noë Monin et Laurent Koffel, éd. Carabas, 2006.
- Les Vengeurs, éd. Marvel Comics.
- Virl, Dick Matena, éd. Humanoïdes associés.

## W
- Walking dead - Robert Kirkman, Tony Moore, Charlie Adlard, éd Image Comics (Delcourt en français), 2003-
- Watchmen — Les Gardiens, 6T, Alan Moore, Dave Gibson, éd DC Comics (Zenda en France), 1986-1987
- WildC.A.T.S.

## X
- XHG-C3, le vaisseau rebelle, William Vance, éd. Gibraltar, 1995
- Les X-Men, éd. Marvel Comics

## Y
- Yoko Tsuno, de Roger Leloup, 1972-

## Z
- Les zombies qui ont mangé le monde, de Guy Davis et Jerry Frissen, 2004-

## Documentation
- « Que dit la science-fiction aujourd'hui ? », Les Cahiers de la bande dessinée, no 6,‎ janvier-mars 2019, p. 118-157.
- Dennis Gifford, Space Aces. Comic Book Heroes from the Forties and Fifties!, Greenwood, 1992.
- Pierre Couperie, « 100 000 000 de lieues en ballon : La Science-fiction dans la bande dessinée », Phénix, no 4,‎ 1967, p. 30-40.
- (en) Andrew Edwards, « Science Fiction », dans M. Keith Booker (dir.), Encyclopedia of Comic Books and Graphic Novels, Santa Barbara, Grenwood, 2010, xxii-xix-763 (ISBN 9780313357466), p. 551-558.
- André-François Ruaud, « Féerie en exil », dans Comix Club n°9, octobre 2008, p. 60-66.
- Pierre Strinati, « Bandes Dessinées et Science-Fiction : L'Âge d'or en France (1934-1940) », Fiction, no 92,‎ juillet 1961, p. 121-125.
- Terence, « Premiers Hommes sur la lune », Phénix, no 10,‎ juillet 1969, p. 48-50.